# Чёрная курица, или Подземные жители
«Чёрная курица, или Подземные жители» — волшебная повесть для детей (сказка) Антония Погорельского, изданная в 1829 году. Первое авторское произведение литературы для детей на русском языке. Сказка много раз издавалась в Советском Союзе и в Российской Федерации.

## Сюжет
Мальчик Алеша (примерно 9—10 лет) обучается в петербургском пансионе в 1780-х годах. Его родители живут далеко, поэтому все каникулы он проводит в пансионе, тогда как его товарищи уезжают по домам, и поэтому он очень тоскует в эти периоды. В свободное время он часто кормит куриц, содержащихся при кухне, и особенно выделяет чёрную хохлатую Чернушку. Однажды кухарка Тринушка решила зарезать её для обеда, но Алёша попросил её не делать этого, подарив кухарке золотой империал — его единственную драгоценность, которую подарила ему бабушка.
В ту же ночь Алёша слышит в спальне, как его зовёт человеческим голосом Чернушка. Та зовёт мальчика за собой и в итоге приводит в целое подземное королевство, где живут маленькие человечки ростом с пол-аршина (примерно 35 см). Алёшу встречает их король и благодарит за спасение своего главного министра. Выясняется, что этим министром является Чернушка, который на поверхности принимает облик курицы ради маскировки.
Король предлагает Алёше любую награду за спасение Чернушки. Не имея никаких конкретных желаний, мальчик наугад просит способность всегда знать урок, ничего не изучая. Король хоть и недоволен подобной просьбой, но сдерживает обещание и дарит Алёше волшебное конопляное семечко, нося которое при себе Алёша всегда будет знать ответ на любой заданный ему вопрос. Однако Король ставит условие: в их королевстве есть закон, согласно которому если кто-то узнает о существовании подземных жителей, но не сохранит это в тайне, то подземным жителям придётся покинуть своё королевство и уйти далеко в другие страны.
Подарок короля оказывается очень действенным, и Алёша скоро начинает показывать феноменальные способности. Однако постепенно у него портится характер, и он становится избалованным скверным мальчиком, теряющим уважение своих товарищей по пансиону и, тем более, учителей. Однажды Алёша теряет конопляное семечко, а с ним и способность отвечать. Его строго наказывают, считая его поведение элементарным капризом, но в ту же ночь к нему является Чернушка и возвращает Алёше потерянное семечко, хотя он очень опечален поведением друга. Алёша обещает Чернушке, что исправится.
Когда на следующий день Алёша снова обретает свои «способности», то учителю кажется, что в мальчике накануне взыграло упрямство, и он решает применить к нему в наказание розги, если Алёша внятно не объяснит причину своего поведения. От страха Алёша забывает запрет короля и проговаривается о подземных жителях, но учитель ожидаемо не верит ему, и мальчика всё-таки наказывают.
Ночью того же дня к Алёше приходит Чернушка (уже в человеческом обличии) и рассказывает ему, что из-за его проступка подземные жители вынуждены покинуть насиженное место, а сам министр осуждён королём носить золотые кандалы, которые Алёша с ужасом видит на его руках. Со слезами они прощаются, и на прощание Чернушка говорит, что хотя Алёша не в силах освободить его от этих цепей, но он может облегчить его участь, если исправится.
На следующее утро Алёшу находят без сознания в сильной горячке. Он выздоравливает только через шесть недель, но ни учителя, ни товарищи не напоминают ему обо всей этой истории, из-за чего у Алёши даже возникает подозрение, что ничего и не было. Постепенно он снова становится прилежным и добрым мальчиком. Волшебные способности он теряет, но больших объёмов на изучение ему больше и не задают.

## История создания
Антоний Погорельский сочинил эту сказку для своего племянника, Алексея Толстого, воспитанию которого он уделял много внимания. Имя главного героя совпадает как с настоящим именем автора (Алексей Алексеевич Перовский), так и с именем племянника. В сказке прослеживаются автобиографические мотивы. Публикация была встречена положительными отзывами прессы.

## Анализ сказки
О. И. Тиманова отмечает «романтическое двоемирие» сказки, «повествование которой распределяется по двум основным линиям (волшебной и реалистической)». Волшебное при этом в сказке дискредитируется: всё, обретенное героем с помощью волшебства, приносит ему и другим только беды. Мотив «двойничества» в принципе присущ творчеству Погорельского. По мнению Тимановой, повесть основана на традиции волшебно-рыцарского романа, утверждающего «высокое» как норму жизни, и обладает выраженной дидактичностью, свойственной произведениям той эпохи. Тиманова также проводит параллели с различными мифами и легендами, сравнивая путешествия Алеши в подземное царство с мистическим опытом путешествия «на тот свет» в целях инициации, причём «оборотень» чёрная курица-министр является проводником.
А. П. Ефремов в своей эссеистической статье указывает, что в сказке Погорельского берёт начало тенденция «бессрочного душевного сокрушения» героев после совершения ими какого-либо недостойного поступка, «греха», в детской литературе XIX века. Ефремов отмечает, что признаком греха в детской литературе становится «невозможность для героев, даже сказочных, отпустить друг другу содеянное», эта функция возлагается на высшие силы, Бога, а время искупления ничем не ограничивается. Фактически «Черная курица» даёт начало «литературе совести».
Н. Н. Подосокорский исследовал масонские мотивы в повести Погорельского и обосновал гипотезу о том, что одним из основных источников произведения может быть магический гримуар «Чёрная курочка» анонимного автора: «„Чёрная курица“ — это прежде всего повесть об инициации, то есть о прохождении её героем определённых испытаний/странствий, в результате которых он получает новый духовный опыт. И эта инициация имеет ярко выраженный масонский характер».

## Адаптации
Книга неоднократно издавалась в аудиоформате. В 1975 году по мотивам сказки был снят кукольный мультфильм «Чёрная курица».
В 1980 году Виктором Гресем был снят одноимённый фильм с Валентином Гафтом и Евгением Евстигнеевым.
26 октября 2018 года в РАМТе состоялась премьера спектакля «Чёрная курица» режиссера Екатерины Половцевой. В главных ролях выступили Максим Керин, Виктор Панченко, Алексей Блохин и другие.